# 1 tháng 1
Ngày 1 tháng 1 là ngày thứ 1 trong lịch Gregory. Đây là ngày đầu tiên trong năm.

## Lịch sử
Trong suốt thời Trung cổ dưới ảnh hưởng của Giáo hội Công giáo Rôma, nhiều quốc gia ở Tây Âu đã bắt đầu năm mới với một trong những lễ hội quan trọng của người Cơ đốc giáo – 25 tháng 12 (Ngày Chúa Giêsu ra đời), ngày 1 tháng 3, ngày 25 tháng 3 (Ngày thiên sứ truyền tin cho Maria) và cả lễ Phục Sinh. Các quốc gia Đông Âu (hầu hết trong số họ có dân số đông thể hiện lòng trung thành với Chính thống giáo) đã bắt đầu năm thứ nhất vào ngày 1 tháng 9 từ khoảng 988.
Hầu hết các nước Tây Âu đã thay đổi ngày đầu năm là ngày 1 tháng 1 trước khi họ chấp nhận lịch Gregorian. Ví dụ, Scotland đã thay đổi sự bắt đầu của năm mới Scotland đến ngày 1 tháng 1 năm 1600. Anh, Ireland và các thuộc địa Anh thay đổi đầu năm là ngày 1 tháng 1 năm 1752. Cuối năm đó vào tháng 9, lịch Gregorian được giới thiệu trên khắp nước Anh và thuộc địa của Anh. Hai cải cách này được thực hiện theo Đạo luật Lịch (Phong cách Mới) năm 1750.
Ngày 1 tháng 1 đã trở thành sự khởi đầu chính thức của năm ở một số quốc gia từ:
- 1362 – Đại công quốc Litva
- 1522 – Cộng hòa Venezia
- 1544 – Đế quốc La Mã Thần thánh (Đức)
- 1556 – Tây Ban Nha, Bồ Đào Nha
- 1559 – Phổ, Thụy Điển
- 1564 – Pháp
- 1576 – Nam Hà Lan
- 1579 – Công quốc Lorraine
- 1583 – Bắc Hà Lan
- 1600 – Scotland
- 1700 – Nga
- 1721 – Tuscany
- 1752 – Vương quốc Anh (trừ Scotland) và thuộc địa

## Sự kiện

### Trong nước
- 1803 – Hoàng đế Gia Long ra lệnh cho tất cả các đồ bằng đồng của nhà Tây Sơn được thu thập đem đi nung chảy thành chín khẩu pháo cho Kinh thành Huế, Việt Nam.
- 1946 – thành lập Chính phủ liên hiệp lâm thời nước Việt Nam Dân chủ Công hoà, trong đó bộ Kinh tế quốc gia đổi thành Bộ Quốc dân kinh tế (tiền thân của Bộ Công Thương ngày nay).
- 1950 – Lữ đoàn Công binh 239, Binh chủng Công binh được thành lập.
- 1960 – Hiến pháp mới của nước Việt Nam Dân chủ Cộng hòa được công bố.
- 1981 – Trần Phương được bổ nhiệm làm Bộ trưởng Bộ Nội thương (nay là Bộ Công thương) thay ông Trần Văn Hiển.
- 2021 – Quận 2, Quận 9, quận Thủ Đức của Thành phố Hồ Chí Minh giải thể để thành lập thành phố Thủ Đức, một thành phố thuộc Thành phố Hồ Chí Minh, Việt Nam.
- 2022 – Hiệp định Đối tác kinh tế toàn diện khu vực (RCEP) chính thức đi vào hiệu lực
- 2023 – Việt Nam chính thức bỏ sổ hộ khẩu, sổ tạm trú.[1]
- 2025 − Tỉnh Thừa Thiên Huế chính thức trở thành thành phố Huế trực thuộc trung ương và là thành phố trực thuộc trung ương thứ 6 của Việt Nam.

### Quốc tế
- 153 TCN – Các quan chấp chính Đế quốc La Mã bắt đầu năm đảm nhiệm chức vụ của họ.
- 45 TCN – Lịch Julius lần đầu tiên có hiệu lực.
- 42 TCN – Viện nguyên lão Lã Mã truy thần hóa cho Julius Caesar.
- 69 – Lê dương La Mã tại Thượng Germania khước từ lời thề trung thành với Galba. Họ nổi dậy và tuyên bố Vitellius là hoàng đế.
- 193 – Viện nguyên lão chọn Pertinax làm Hoàng đế La Mã.
- 404 – Sau khi buộc Tấn An Đế phải thiện vị, Sở vương Hoàn Huyền lên ngôi hoàng đế, tức ngày Nhâm Thìn (3) tháng 12 năm Quý Mão.
- 417 – Hoàng đế Honorius ép Galla Placidia kết hôn với Constantius III, vị tướng nổi tiếng của ông.
- 896 – Đường Chiêu Tông ban cho quân phiệt người Sa Đà Lý Khắc Dụng tước Tấn vương, tức ngày Ất Mùi (13) tháng 12 năm Ất Mão.
- 976 – Quân Tống đánh chiếm kinh thành Kim Lăng của nước Nam Đường, Nam Đường Hậu Chủ Lý Dục phụng biểu nạp hàng, tức ngày Ất Mùi (27) tháng 11 năm Ất Hợi.
- 1001 – Giáo hoàng Silvestrô II phong Đại công tước István I là quốc vương đầu tiên của Hungary.
- 1068 – Được người nhiếp chính Eudokia Makrembolitissa xá tội âm mưu soán vị, Romanos IV Diogenes kết hôn với bà để trở thành hoàng đế của Đông La Mã.
- 1259 – Mikhael VIII Palaiologos được tuyên bố là đồng hoàng đế của Đế quốc Nicaea cùng với người bảo trợ của ông là John IV Laskaris.
- 1438 – Albert II của Habsburg được trao vương miện trở thành vua Hungary.
- 1502 – Người Bồ Đào Nha lần đầu thám hiểm khu vực nay là thành phố Rio de Janeiro, Brasil.
- 1515 – Quốc vương François I bắt đầu cai trị Pháp.
- 1527 – Các quý tộc Croatia bầu Ferdinand I của Áo làm quốc vương của Croatia.
- 1600 – Scotland bắt đầu năm mới từ 1 tháng 1 thay vì 25 tháng 3.
- 1651 – Charles II đăng quang quốc vương của Scotland.
- 1700 – Đế quốc Nga bắt đầu sử dụng kỷ nguyên Công Nguyên và không còn sử dụng Kỷ nguyên Thế giới của Đế quốc Đông La Mã.
- 1707 – João V được trao vương miện trở thành vua Bồ Đào Nha.
- 1739 – Nhà thám hiểm người Pháp Jean–Baptiste Charles Bouvet de Lozier phát hiện ra đảo Bouvet gần Nam Cực.
- 1772 – Tấm séc du lịch đầu tiên có thể được sử dụng ở các thành phố châu Âu do Công ty Tín dụng Luân Đôn cấp.
- 1773 – Bài thánh ca mà sau được gọi là "Ân điển diệu kỳ", khi đó có tên "1 Chronicles 17:16–17" được sử dụng lần đầu để đệm cho một bài giảng đạo của mục sư John Newton tại thị trấn Olney, Buckinghamshire, Anh.
- 1781 – Cách mạng Mỹ: Một ngàn năm trăm binh sĩ thuộc Trung đoàn Pennsylvania 6 dưới quyền chỉ huy của Tướng Anthony Wayne chống lại Lục quân Lục địa ở Morristown, New Jersey ở Pennsylvania Line Mutiny.
- 1788 – Ấn bản đầu tiên của The Times tại Luân Đôn được phát hành, khi đó mang tên The Daily Universal Register.
- 1800 – Công ty Đông Ấn Hà Lan bị giải thể.
- 1801
  - Việc hợp nhất về pháp lý giữa Vương quốc Anh và Vương quốc Ireland hoàn thành, hình thành nên Vương quốc Liên hiệp Anh và Ireland.
  - Nhà thiên văn học người Ý Giuseppe Piazzi phát hiện ra hành tin lùn Ceres.
- 1804 – Haiti giành độc lập từ Pháp và trở thành nước cộng hòa đầu tiên của người da đen, là cuộc cách mạng nô lệ thành công duy nhất đến thời điểm đó.
- 1806
  - Lịch cộng hòa tại Pháp bị bãi bỏ.
  - Vương quốc Bayern được thành lập.
- 1808 – Việc nhập khẩu nô lệ vào Hoa Kỳ bị cấm.
- 1833 – Anh Quốc tuyên bố chủ quyền đối với Quần đảo Falkland ở phía Nam Đại Tây Dương.
- 1861 – Porfirio Díaz chinh phục Thành phố México.
- 1863 – Nội chiến Hoa Kỳ: Tuyên ngôn giải phóng nô lệ có hiệu lực tại lãnh thổ Liên minh miền Nam.
- 1870 – Người đồng sáng lập nên kiến trúc hiện đại là Adolf Loos được rửa tội tại nhà thờ Thánh Tôma ở Brno, Đế quốc Áo–Hung.
- 1873 – Nhật Bản bắt đầu sử dụng Lịch Gregory.
- 1877 – Nữ vương Victoria của Anh Quốc được tuyên bố là hoàng đế của Ấn Độ.
- 1880 – Ferdinand de Lesseps bắt đầu công việc xây dựng Kênh đào Panama của người Pháp.
- 1890 – Chính phủ Ý hợp nhất Eritrea thành một thuộc địa.
- 1892 – Đảo Ellis được mở cửa để bắt đầu đón nhận người nhập cư vào Hoa Kỳ.
- 1896 –  nhà vật lý Đức Wilhelm Röntgen thông báo việc tìm ra tia X hay còn gọi là tia Röntgen.
- 1899 – Sự cai trị của Tây Ban Nha đối với Cuba chấm dứt theo Hiệp định với Hoa Kỳ.
- 1901
  - Nigeria trở thành một lãnh thổ bảo hộ của Anh Quốc.
  - Các thuộc địa New South Wales, Queensland, Victoria, Nam Úc, Tasmania và Tây Úc liên bang hóa thành Thịnh vượng chung Úc; Edmund Barton được bổ nhiệm làm Thủ tướng Úc đầu tiên.
- 1902 – Cuộc thi bóng bầu dục đại học đầu tiên của Mỹ giữa Michigan và Stanford, được tổ chức tại Pasadena, California.
- 1908 – Lần đầu tiên, một quả cầu pha lê hạ xuống tại Quảng trường Thời đại ở Thành phố New York để biểu thị sự bắt đầu của Năm mới lúc nửa đêm.
- 1910 – Thuyền trưởng David Beatty được thăng chức Đô đốc và trở thành đô đốc trẻ nhất trong Hải quân Hoàng gia Anh (trừ các thành viên gia đình Hoàng gia), kể từ Horatio Nelson.
- 1911 – Lãnh thổ Bắc Úc được tách khỏi bang Nam Úc và được chuyển cho chính phủ Thịnh vương chung Úc quản lý.
- 1912 –Trung Hoa Dân Quốc chính thức được thành lập, Tôn Trung Sơn tuyên thệ nhậm chức Đại Tổng thống lâm thời Trung Hoa Dân Quốc tại phủ tổng thống ở Nam Kinh.
- 1914 – Hãng hàng không SPT trở thành hãng hàng không có lịch trình bay đầu tiên trên thế giới sử dụng máy bay có cánh.
- 1916 – Quân đội Đức Quốc xã từ bỏ Jaunde và thuộc địa Cameroon cho quân Anh và bắt đầu cuộc hành quân kéo dài đến Guineé thuộc Tây Ban Nha.
- 1920 – Tổ chức cộng sản Belorussian được thành lập như một đảng riêng biệt.
- 1923 – Đường sắt của Anh gồm 4 khu trọng điểm: LNER, GWR, SR và LMS.
- 1927
  - Cuộc chiến Cristero bắt đầu ở México.
  - Thổ Nhĩ Kỳ chấp thuận lịch Gregory: ngay sau ngày 18 tháng 12 năm 1926 (lịch Julius) là ngày 1 tháng 1 năm 1927 (lịch Gregory).
- 1929 – Các cụm đô thị ở Point Grey, British Columbia và South Vancouver, British Columbia thuộc Canada được hợp nhất thành Vancouver.
- 1932 – Cục Bưu điện Hoa Kỳ phát hành 12 bộ tem kỷ niệm 200 năm ngày sinh của George Washington.
- 1934
  - Đảo Alcatraz trở thành một nhà tù liên bang của Hoa Kỳ.
  - Đức quốc xã thông qua "Luật phòng ngừa con cái bị bệnh di truyền".
- 1937 – Kính an toàn trong kính chắn gió xe là bắt buộc tại Vương quốc Anh.
- 1942 – Tuyên bố của Liên Hợp Quốc được ký kết bởi 26 quốc gia.
- 1945 – Chiến tranh thế giới lần thứ hai: Để trả thù cho vụ thảm sát Malmedy, quân đội Mỹ giết 60 tù binh Đức tại Chenogne.
- 1946 – Thiên hoàng Chiêu Hòa của Nhật Bản ban bố Tuyên ngôn nhân gian, tuyên bố rằng Thiên hoàng không phải là thần thánh.
- 1947
  - Chiến tranh lạnh: Các khu vực chiếm đóng của Anh và Hoa Kỳ tại Đức được hợp nhất để hình thành Bizone.
  - Đạo luật công dân Canada năm 1946 có hiệu lực, tất cả những người Anh đang sinh sống trên đất nước Canada sẽ có quốc tịch Canada. Thủ tướng William Lyon Mackenzie King trở thành công dân Canada đầu tiên.
- 1948 – Ủy ban cách mạng Quốc dân đảng Trung Quốc được thành lập tại Hồng Kông.
- 1949 – Lệnh ngừng bắn của Liên Hợp Quốc có hiệu lực tại Kashmir trước nửa đêm. Chiến tranh giữa Ấn Độ và Pakistan bị tạm ngừng.
- 1956 – Sudan giành được độc lập từ Ai Cập và Anh Quốc.
- 1957
  - George Town, Penang trở thành thành phố do sắc lệnh hoàng gia của nữ hoàng Elizabeth II.
  - Chính thức kết thúc sự bảo hộ của Pháp đối với Saarland, lãnh thổ này hợp nhất vào Tây Đức.
- 1958 – Cộng đồng Kinh tế châu Âu được thành lập.
- 1959 – Nhà độc tài người Cuba Fulgencio Batista bị lật đổ trong Cách mạng Cuba.
- 1960 – Cameroon giành được độc lập từ Pháp và Anh.
- 1962 – Samoa giành được độc lập từ New Zealand; đổi tên thành Nhà nước Độc lập Tây Samoa.
- 1964 – Liên bang Rhodesia và Nyasaland được chia thành các nước cộng hòa độc lập là Zambia và Malawi riêng khu vực Rhodesia do Anh kiểm soát.
- 1965 – Đảng Dân chủ Nhân dân Afghanistan được thành lập tại Kabul, Afghanistan.
- 1966 – Sau một cuộc đảo chính, Đại tá Jean–Bédel Bokassa trở thành tổng thống của Cộng hòa Trung Phi.
- 1971 – Quảng cáo thuốc lá bị cấm quảng cáo trên các kênh truyền hình tại Hoa Kỳ.
- 1973 – Đan Mạch, Anh Quốc và Ireland được nhận vào Cộng đồng Kinh tế châu Âu.
- 1978 – Chiếc máy bay Boeing 747 855 của hãng hàng không Ấn Độ rơi xuống biển Ấn Độ Dương, ngoài khơi bờ biển Bombay, Ấn Độ, do trục trặc của thiết bị và sự mất phương hướng của phi công, làm chết 213 người.
- 1979 – Chính thức thiết lập quan hệ ngoại giao giữa Cộng hòa Nhân dân Trung Hoa và Hợp chúng quốc Hoa Kỳ.
- 1981
  - Hy Lạp được nhận vào Cộng đồng châu Âu.
  - Palau giành được quyền tự trị từ Hoa Kỳ.
- 1982 – Javier Pérez de Cuéllar trở thành người Mỹ Latinh đầu tiên nắm giữ cương vị Tổng Thư ký Liên Hợp Quốc.
- 1983 – Mạng ARPANET đổi nền giao thức liên mạng từ NCP thành TCP/IP bắt đầu thời kỳ Internet hình thức như ngày nay.
- 1984
  - Brunei giành được độc lập từ Anh Quốc.
  - Công ty Viễn thông Hoa Kỳ (AT&T) phải đóng cửa 22 công ty con do việc giải quyết vụ kiện chống độc quyền Bộ Tư pháp Hoa Kỳ chống lại AT&T.
- 1985
  - DNS của Internet được hình thành.
  - Cuộc gọi điện thoại di động đầu tiên tại Anh được thực hiện bởi Michael Harrison với cha của ông là Sir Ernest Harrison, chủ tịch công ty Vodafone.
- 1986 – Aruba độc lập từ Antille thuộc Hà Lan, song vẫn duy trì liên kết tự do với Hà Lan.
- 1988 – Giáo hội Tin Lành Lutheran được hình thành, sau phát triển thành giáo hội Luther – giáo hội lớn nhất ở Hoa Kỳ.
- 1989 – Nghị định thư Montreal về các chất gây suy giảm tầng ôzôn có hiệu lực.
- 1990
  - Rowan Atkinson (hay Mr. Bean) ra mắt trên kênh truyền hình Thames Television.
  - David Dinkins tuyên thệ nhậm chức thành thị trưởng đầu tiên của thành phố New York.
- 1992
  - Liên bang Nga chính thức được thành lập sau khi Liên Xô giải thể.
  - Các nước châu Âu bắt đầu việc gỡ bỏ các hàng rào thương mại.
- 1993 – Sự chia cắt Tiệp Khắc: Tiệp Khắc chia thành 2 nước Cộng Hòa Séc và Slovakia.
- 1994 – Hiệp định Thương mại Tự do Bắc Mỹ (NAFTA) có hiệu lực.
- 1995
  - Tổ chức Thương mại Thế giới WTO chính thức đi vào hoạt động.
  - Phần Lan, Áo và Thụy Điển gia nhập Liên minh châu Âu.
  - Hội nghị An ninh và Hợp tác châu Âu trở thành Tổ chức An ninh và Hợp tác châu Âu.
  - Phát hiện ra sóng Draupner trên vùng Biển Bắc thuộc Na Uy, xác nhận sự tồn tại của sóng độc.
- 1996 – Curaçao có được chính quyền giới hạn số lượng, mặc dù nó vẫn nằm trong Hiệp hội tự do với Hà Lan.
- 1997 – Nhà ngoại giao người Ghana Kofi Annan được bổ nhiệm làm Tổng thư ký Liên Hợp Quốc.
- 1998
  - Nga bắt đầu lưu thông đồng Rúp mới nhằm kiềm chế lạm phát và thúc đẩy lòng tin.
  - Ngân hàng Trung ương châu Âu được thành lập.
- 1999 – Bắt đầu bước thứ ba của Liên minh tiền tệ châu Âu, đồng Euro được đưa vào trong thanh toán chuyển khoản tại 11 quốc gia.
- 2002
  - Đồng Euro trở thành tiền tệ hợp pháp tại 12 quốc gia thành viên Liên minh châu Âu.
  - Trung Hoa Dân Quốc chính thức gia nhập vào Tổ chức Thương mại Thế giới (WTO) với tên gọi Lĩnh vực thuế quan cá biệt Đài–Bành–Kim–Mã, gọi tắt là Trung Hoa Đài Bắc.
- 2004
  - Trong một cuộc bỏ phiếu tín nhiệm, tướng Pervez Musharraf giành chiến thắng với số phiếu 658 trong tổng số 1.170 phiếu tại Đại hội bầu cử Pakistan và theo Điều 41 của Hiến pháp Pakistan thì ông được coi là Tổng thống và nhiệm kì cho đến tháng 10 năm 2007.
  - Ba Lan, Estonia, Latvia, Litva, Slovenia, Slovakia, Cộng hòa Síp, Malta và Cộng hòa Séc gia nhập Liên minh châu Âu.
- 2007
  - România và Bulgaria gia nhập Liên minh châu Âu, Slovenia gia nhập khu vực đồng Euro (Eurozone).
  - Chuyến bay Adam Air 574 mất tích tại eo biển Sulawesi, Indonesia với 102 người trên chuyến bay.
- 2008 – Síp và Malta gia nhập Eurozone.
- 2009 – 66 người chết trong một vụ cháy hộp đêm ở Băng Cốc, Thái Lan.[2]
- 2010
  - Khu vực mậu dịch tự do ASEAN – Trung Quốc chính thức có hiệu lực.
  - Một vụ đánh bom xe tự sát xảy ra tại Lakki Marwat, Pakistan, khiến 105 người thiệt mạng và hơn 100 người bị thương.[3]
- 2011
  - Một quả bom phát nổ ở Alexandria, Ai Cập làm chết 23 người.[4][5]
  - Estonia chính thức thông qua đồng Euro và trở thành quốc gia thứ 17 trong Eurozone.[6][7]
- 2013 – Ít nhất 60 người thiệt mạng và 200 người bị thương sau khi ăn mừng tại lễ hội Félix Houphouët–Boigny ở Abidjan, Bờ Biển Ngà.
- 2015 – Liên minh kinh tế Á–Âu chính thức có hiệu lực, một liên minh chính trị và kinh tế mới giữa năm nước Nga, Belarus, Armenia, Kazakhstan và Kyrgyzstan.
- 2016 – Một tòa tháp tại Downtown Dubai bùng cháy vào nửa đêm khi năm mới sắp đến. Ngọn lửa bắt đầu vào đêm giao thừa năm 2015, chưa xác định được nguyên nhân. 1 người thiệt mạng.[8]
- 2017 – Một cuộc tấn công vào một hộp đêm ở Istanbul, Thổ Nhĩ Kỳ, trong dịp năm mới, giết chết ít nhất 39 người và làm bị thương hơn 60 người khác.[9]
- 2024 – Động đất và sóng thần Bán đảo Noto 2024.

## Sinh

### Việt Nam
- 1830 – Nguyễn Phúc Miên Ngung, tước phong An Quốc công, hoàng tử con vua Minh Mạng (m. 1853)
- 1897 – Phanxicô Trương Bửu Diệp, linh mục người Việt Nam (m. 1946)
- 1906 – Chu Bá Phượng, chính trị gia người Việt Nam (m. 1964)
- 1914 – Nguyễn Chí Thanh, Đại tướng Quân đội Nhân dân Việt Nam (m. 1967).
- 1917 – Đỗ Mậu, Thiếu tướng Quân lực Việt Nam Cộng hòa (m. 2002)
- 1920 – Trần Quỳnh, chính trị gia người Việt Nam (m. 2005)
- 1923
  - Tôn Thất Xứng, Thiếu tướng Quân lực Việt Nam Cộng hòa (m. 2018)
  - Nguyễn Đăng Bảy, nhà quay phim người Việt Nam (m. 2007)
- 1924 – Lê Hạnh, chính trị gia người Việt Nam (m. 2013)
- 1926 – Ngô Du, Trung tướng Quân lực Việt Nam Cộng hòa (m. 1987)
- 1927 – Lê Trung Tường, Chuẩn tướng Quân lực Việt Nam Cộng hòa (m. 2002)
- 1928 – Phạm Hữu Nhơn, Chuẩn tướng Quân lực Việt Nam Cộng hòa
- 1937 – Trần Kim Thạch, nhà địa chất học người Việt Nam (m. 2009)
- 1939 hoặc 1940 - Lê Gia Hội, là một nghệ sĩ ưu tú, ca sĩ opera người Việt Nam. (m. 2022)
- 1940 – Nguyễn Ánh 9, nhạc sĩ, nhạc công người Việt Nam (m. 2016)
- 1941 – Nguyễn Đăng Hưng, nhà cơ học người Việt Nam
- 1947 – Nhạc sĩ Hàn Châu
- 1979 – Phạm Thanh Thảo, ca sĩ người Việt Nam
- 1982 – Hòa Hiệp, diễn viên người Việt Nam
- 1984 – Dương Triệu Vũ, ca sĩ người Việt Nam
- 1992 -
  - Mạc Hồng Quân, cầu thủ bóng đá người Việt Nam
  - Nguyễn Ngọc Kiều Khanh, người đẹp Việt kiều Đức
- 1996 - LyLy, nữ ca sĩ kiêm sáng tác nhạc người Việt Nam

### Các quốc gia khác
- 377 – Arcadius, hoàng đế Byzantine (m. 408)
- 1431 – Giáo hoàng Alexanđê VI (m. 1503)
- 1449 – Lorenzo de 'Medici, chính khách người Ý (m. 1492)
- 1453 – Bernardin Frankopan, quý tộc, nhà ngoại giao người Croatia (m. 1529)
- 1465 – Lachlan Cattanach Maclean XI, trưởng bộ tộc Scotland (m. 1523)
- 1467 – Sigismund I, vua Ba Lan cũ (m. 1548)
- 1470 – Magnus I, Công tước xứ Saxe–Lauenburg (m. 1543)
- 1484 – Ulrich Zwingli, mục sư và nhà thần học người Thụy Sĩ (m. 1531)
- 1500 – Solomon Molcho, nhà huyền môn người Bồ Đào Nha (m. 1532)
- 1509 – Guillaume Le Testu, nhà thám hiểm người Pháp (m. 1573)
- 1515 – Johann Weyer, bác sĩ người Hà Lan (m. 1588)
- 1516 – Margaret Leijonhufvud, nữ hoàng của vua Gustav I của Thụy Điển (m. 1551)
- 1526 – Louis Bertrand, nhà truyền giáo Tây Ban Nha đến Mỹ Latinh, vị thánh bảo trợ của Colombia (m. 1581)
- 1530 – Thomas Bromley, Thủ tướng Anh (m. 1587)
- 1545 – Magnus Heinason, anh hùng hải quân người Faroe (m. 1589)
- 1548 – Giordano Bruno, nhà toán học, tu sĩ, triết gia, nhà thơ và nhà lý thuyết vũ trụ học người Ý (m. 1600)
- 1557 – Stephen Bocskay, Hoàng tử Transylvania (m. 1606)
- 1560 – Hugh Myddelton, doanh nhân xứ Wales (m. 1631)
- 1561 – Thomas Walsingham, người phát ngôn hoàng gia Anh (m. 1630)
- 1579 – Jacob Dircksz de Graeff, thị trưởng Hà Lan (m. 1638)
- 1584 – Charles de Lorme, bác sĩ người Pháp (m. 1678)
- 1586 – Pau Claris i Casademunt, Giáo hội Catalunya (m. 1641)
- 1600
  - Friedrich Spanheim, nhà thần học và học giả người Hà Lan (m. 1649)
  - Trương Hiến Trung, lãnh tụ khởi nghĩa nông dân cuối đời nhà Minh, đồng thời với Lý Tự Thành
- 1628 – Christoph Bernhard, nhà soạn nhạc và nhà lý luận người Đức (m. 1692)
- 1638
  - Thiên Hoàng Go–Sai của Nhật Bản (m. 1685)
  - Nicolas Steno, người tiên phong của Đan Mạch về giải phẫu học, nhà địa chất và giám mục (m. 1686)
- 1650 – George Rooke, đô đốc Hải quân Hoàng gia (m. 1709)
- 1655 – Christian Thomasius, nhà tư pháp và triết gia người Đức (m. 1728)
- 1684 – Arnold Drakenborch, học giả và nhà văn người Hà Lan (m. 1748)
- 1693 – Hiếu Thánh Hiến hoàng hậu, hoàng thái hậu của triều Thanh, tức 25 tháng 11 năm Nhâm Thân (m. 1777)
- 1704 – Soame Jenyns, nhà văn, nhà thơ và chính trị gia người Anh (m. 1787)
- 1714
  - Giovanni Battista Mancini, nhà văn người Ý (m. 1800)
  - Kristijonas Donelaitis, mục sư và nhà thơ người Litva (m. 1780)
- 1735 – Paul Revere, thợ bạc và thợ khắc người Mỹ (m. 1818)
- 1745 – Anthony Wayne,chính trị gia người Mỹ (m. 1796)
- 1750 – Frederick Muhlenberg, Bộ trưởng và chính trị gia Hoa Kỳ, Chủ tịch Hạ viện Hoa Kỳ đầu tiên (m. 1801)
- 1752 – Betsy Ross, thợ may người Mỹ, được cho là người đã thiết kế quốc kì của Mỹ (m. 1836)
- 1768 – Maria Edgeworth, nhà văn người Anh gốc Ireland (m. 1849)
- 1769
  - Jane Marcet, nhà khoa học người Anh (m. 1858)
  - Marie–Louise Lachapelle, bác sĩ sản khoa người Pháp (m. 1821)
- 1774 – André Marie Constant Duméril, nhà động vật học và học thuật người Pháp (m. 1860)
- 1803
  - Edward Dickinson, chính khách Mỹ và là cha của nhà thơ Emily Dickinson (m. 1874)
  - Guglielmo Libri Carucci dalla Sommaja, nhà toán học và học thuật người Ý (m. 1869)
- 1806 – Lionel Kieseritzky, cầu thủ cờ tướng người Estonia (m. 1853)
- 1809 – Achille Guenée, luật sư và nhà côn trùng học người Pháp (m. 1880)
- 1813 – George Bliss, chính khách Mỹ (m. 1868)
- 1814
  - Hồng Tú Toàn, thủ lĩnh nổi dậy người Trung Quốc, tức 10 tháng 12 năm Quý Dậu (m. 1864)
  - Hermann von Lüderitz, tướng lĩnh và chính trị gia người Đức (m. 1889)
- 1818 – William Gamble, tướng Mỹ (m. 1866)
- 1819
  - Arthur Hugh Clough, nhà thơ và học giả người Anh gốc Ý (m. 1861)
  - George Foster Shepley, tướng Mỹ (m. 1878)
- 1823 – Sándor Petöfi, nhà thơ và nhà hoạt động chính trị người Hungary (m. 1849)
- 1833 – Robert Lawson, kiến trúc sư người Scotland gốc New Zealand, người thiết kế trường trung học Otago Boys và nhà thờ Knox (m. 1902)
- 1834 – Ludovic Halévy, tác giả và nhà viết kịch người Pháp (m. 1908)
- 1839 – Ouida, tác giả và nhà hoạt động người Anh gốc Ý (m. 1908)
- 1848 – John W. Goff, luật sư và chính trị gia người Mỹ gốc Á (m. 1924)
- 1852 – Eugène–Anatole Demarçay, nhà hóa học và học thuật người Pháp (m. 1904)
- 1853 – Karl von Einem, tướng lĩnh quân đội người Đức (m. 1934)
- 1854
  - James George Frazer, nhà nhân loại học người Scotland (m. 1941)
  - Thomas Waddell, chính trị gia người Ireland gốc Úc, Thủ hiến thứ 15 của bang New South Wales (m. 1940)
- 1857 – Tim Keefe, cầu thủ bóng chày người Mỹ (m. 1933)
- 1859
  - Michael Joseph Owens, nhà phát minh người Mỹ (m. 1923)
  - Thibaw Min, vua Myanmar (Miến Điện) (m. 1916)
- 1860
  - Dan Katchongva, nhà lãnh đạo bộ tộc người Mỹ (m. 1972)
  - Jan Vilímek, họa sĩ người Séc (m. 1938)
  - John Cassidy, nhà điêu khắc và họa sĩ người Ireland (m. 1939)
  - Michele Lega, Đức Hồng y (m. 1935)
- 1863 – Pierre de Coubertin, nhà sư phạm, nhà sử học người Pháp, người thành lập Ủy ban Olympic Quốc tế (m. 1937)
- 1864
  - Tề Bạch Thạch, họa sĩ người Trung Quốc (m. 1957)
  - Alfred Stieglitz, nhiếp ảnh gia người Mỹ (m. 1946)
- 1867 – Mary Ackworth Evershed, nhà thiên văn học và học giả người Anh (m. 1949)
- 1870 – Louis Vauxcelles, nhà phê bình nghệ thuật người Do Thái tại Pháp (m. 1943)
- 1871 – Montagu Toller, tay chơi cricket và luật sư người Anh (m. 1948)
- 1874
  - Frank Knox, chính trị gia người Mỹ, Bộ trưởng Hải quân Hoa Kỳ thứ 46 (m. 1944)
  - Gustave Whitehead, phi công và kỹ sư người Mỹ gốc Đức (m. 1927)
- 1877 – Alexander von Staël–Holstein, nhà thần học người Đức (m. 1937)
- 1878 – Agner Krarup Erlang, nhà toán học, nhà thống kê và kỹ sư người Đan Mạch (m. 1929)
- 1879
  - E. M. Forster, tác giả và nhà viết kịch người Anh (m. 1970)
  - William Fox, nhà biên kịch và nhà sản xuất người Mỹ gốc Hungary, thành lập Fox Film và Fox Theatres (m. 1952)
- 1880 – Vajiravudh (Rama VI), quốc vương Thái Lan (m. 1925)
- 1883
  - Mary Forbes, nữ diễn viên người Anh (m. 1974)
  - William J. Donovan, tướng, luật sư và chính trị gia người Mỹ (m. 1959)
- 1884
  - Chikuhei Nakajima, trung úy, kỹ sư và chính trị gia Nhật Bản, thành lập Công ty Máy bay Nakajima (m. 1949)
  - José Quirante, cầu thủ bóng đá, huấn luyện viên và quản lý người Tây Ban Nha (m. 1964)
  - Konstantinos Tsaldaris, chính trị gia người Ai Cập–Hy Lạp, Thủ tướng Hy Lạp (m. 1970)
- 1887 – Wilhelm Canaris, đô đốc Đức (m. 1945)
- 1888
  - Georgios Stanotas, tướng Hy Lạp (m. 1965)
  - John Garand, kỹ sư người Mỹ gốc Canada, thiết kế súng trường M1 Garand (m. 1974)
- 1889 – Charles Bickford, diễn viên người Mỹ (m.1967)
- 1890 – Anton Melik, nhà địa lý và học thuật người Slovenia (m. 1966)
- 1891 – Sampurnanand, nhà giáo dục và chính trị gia Ấn Độ, Thống đốc thứ ba của Rajasthan (m. 1969)
- 1892
  - Artur Rodziński, nhạc trưởng người Mỹ gốc Ba Lan (m. 1958)
  - Mahadev Desai, tác giả và nhà hoạt động người Ấn Độ (m. 1942)
  - Manuel Roxas, luật sư và chính khách Philippines, Tổng thống thứ năm của Philippines (m. 1948)
- 1893 – Mordechai Frizis, Đại tá Hy Lạp (m. 1940)
- 1894
  - Satyendra Nath Bose, nhà vật lí và toán học người Ấn Độ (m. 1974)
  - Edward Joseph Hunkeler, mục sư người Mỹ (m. 1970)
- 1895 – J. Edgar Hoover, viên chức người Mỹ, giám đốc đầu tiên của FBI (m. 1972)
- 1900
  - Sugihara Chiune, nhà ngoại giao người Nhật Bản (m. 1986)
  - Sam Berger, doanh nhân thể thao người Canada (m. 1992)
  - Shrikrishna Narayan Ratanjankar, học giả và giáo viên của nhạc cổ điển Hindustani Ấn Độ (m. 1974)
  - Xavier Cugat, ca sĩ kiêm nhạc sĩ người Mỹ gốc Tây Ban Nha (m. 1990)
- 1902
  - Buster Nupen, tay chơi cricket và luật sư người Nam Phi (m. 1977)
  - Hans von Dohnányi, luật sư Đức (m. 1945)
- 1903 – Dwight Taylor, nhà biên kịch và nhà văn người Mỹ (m. 1986)
- 1904 – Fazal Ilahi Chaudhry, luật sư và chính trị gia Pakistan, Tổng thống thứ năm của Pakistan (m. 1982)
- 1905 – Stanisław Mazur, nhà toán học người Do Thái–Ba Lan (m. 1981)
- 1907 – Kinue Hitomi, người chạy nước rút và nhảy xa người Nhật Bản (m. 1931)
- 1909
  - Dana Andrews, diễn viên người Mỹ (m. 1992)
  - Dattaram Hindlekar, tay chơi cricket người Ấn Độ (m. 1949)
  - Stepan Bandera, lính và chính trị gia Ucraina (m. 1959)
- 1910 – Koesbini, nhà soạn nhạc người Indonesia (m. 1991)
- 1911
  - Audrey Wurdemann, nhà thơ và nhà văn người Mỹ (m. 1960)
  - Basil Dearden, nhà sản xuất và biên kịch người Anh (m. 1971)
  - Hank Greenberg, cầu thủ bóng chày người Mỹ (m. 1986)
  - Roman Totenberg, nghệ sĩ vĩ cầm người Mỹ gốc Ba Lan (m. 2012)
- 1912
  - Khertek Anchimaa–Toka, chính trị gia người Tuva–Liên Xô (m. 2008)
  - Boris Vladimirovich Gnedenko, nhà toán học và sử gia người Nga (m. 1995)
  - Kim Philby, gián điệp người Anh (m. 1988)
  - Nikiforos Vrettakos, nhà thơ và học giả Hy Lạp (m. 1991)
- 1917 – Shannon Bolin, nữ diễn viên và ca sĩ người Mỹ (m. 2016)
- 1918
  - Ed Price, lính, phi công và chính trị gia người Mỹ (m. 2012)
  - Patrick Anthony Porteous, đại tá Scotland, người nhận giải Huân chương Chữ thập Victoria (m. 2000)
  - Willy den Ouden, vận động viên bơi lội Hà Lan (m. 1997)
- 1919
  - J. D. Salinger, lính và nhà văn người Mỹ (m. 2010)
  - Rocky Graziano, võ sĩ và diễn viên người Mỹ (m. 1990)
  - Yoshio Tabata, ca sĩ kiêm nhạc sĩ Nhật Bản (m. 2013)
- 1920
  - Mahmoud Zoufonoun, nghệ sĩ violin người Mỹ gốc Iran (m. 2013)
  - Osvaldo Cavandoli, người vẽ tranh biếm họa người Ý (m. 2007)
- 1921
  - César Baldaccini, nhà điêu khắc và học thuật người Pháp (m. 1998)
  - Ismail al–Faruqi, nhà triết học và học giả người Palestine (m. 1986)
  - Regina Bianchi, nữ diễn viên người Ý (m. 2013)
- 1922
  - Ernest Hollings, lính Mỹ và chính trị gia Hoa Kỳ, Thống đốc thứ 106 của bang Nam Carolina (m. 2019)
  - Jerry Robinson, họa sĩ người Mỹ (m. 2011)
  - Roz Howard, tay xe đua người Mỹ (m. 2013)
- 1923
  - Daniel Gorenstein, nhà toán học và học thuật người Mỹ (m. 1992)
  - Milt Jackson, nhà soạn nhạc và nhà phổ nhạc người Mỹ (Modern Jazz Quartet) (m. 1999)
  - Valentina Cortese, nữ diễn viên người Ý
- 1924
  - Charlie Munger, doanh nhân và nhà từ thiện người Mỹ
  - Francisco Macías Nguema, chính trị gia người Guinea Xích đạo, Tổng thống đầu tiên của Cộng hòa Guinea Xích đạo (m. 1979)
- 1925
  - Matthew Beard, diễn viên người Mỹ (m. 1981)
  - Paul Bomani, chính trị gia và nhà ngoại giao người Tanzania, Bộ trưởng Tài chính đầu tiên của Tanzania (m. 2005)
  - Wahiduddin Khan, nhà hoạt động tôn giáo người Ấn Độ
- 1926 – Kazys Petkevičius, cầu thủ bóng rổ và huấn luyện viên người Litva (m. 2008)
- 1927
  - Calum MacKay, người chơi khúc côn cầu trên băng người Canada (m. 2001)
  - Doak Walker, cầu thủ bóng đá và doanh nhân người Mỹ (m. 1998)
  - James Reeb, mục sư và nhà hoạt động chính trị người Mỹ (m. 1965)
  - Maurice Béjart, vũ công, biên đạo múa và đạo diễn người Pháp–Thụy Sĩ (m. 2007)
  - Vernon L. Smith, nhà kinh tế học người Mỹ, đoạt giải Nobel Kinh tế
- 1928
  - Ernest Tidyman, nhà văn và nhà biên kịch người Mỹ (m. 1984)
  - Gerhard Weinberg, sử gia, nhà văn và học giả người Mỹ gốc Đức
  - Khan Mohammad, tay chơi cricket người Pakistan (m. 2009)
- 1929
  - Larry L. King, nhà báo, tác giả và nhà viết kịch người Mỹ (m. 2012)
  - Raymond Chow, nhà sản xuất phim Hong Kong, đồng sáng lập Orange Sky Golden Harvest
- 1930
  - Frederick Wiseman, giám đốc và nhà sản xuất người Mỹ
  - Hussein Ershad, Tổng thống thứ 10 của Bangladesh
  - Gaafar Nimeiry, chính trị gia người Ai Cập gốc Sudan, Tổng thống thứ tư của Sudan (m. 2009)
  - Jean–Pierre Duprey, nhà thơ và nhà điêu khắc người Pháp (m. 1959)
  - Ty Hardin, diễn viên người Mỹ (m. 2017)
- 1932
  - Giuseppe Patanè, nhạc trưởng người Ý (m. 1989)
  - Jackie Parker, cầu thủ bóng đá và huấn luyện viên người Mỹ (m. 2006)
- 1933
  - Ford Konno, vận động viên bơi lội người Mỹ
  - James Hormel, nhà từ thiện và nhà ngoại giao Mỹ, Đại sứ Hoa Kỳ tại Luxembourg
  - Joe Orton, tác giả và nhà viết kịch người Anh (m. 1967)
- 1934
  - Alan Berg, luật sư và phát thanh viên người Mỹ (m. 1984)
  - Lakhdar Brahimi, chính trị gia người Algeria, Bộ trưởng Bộ Ngoại giao Algeria
- 1935 – Om Prakash Chautala, chính trị gia người Ấn Độ
- 1936
  - Don Nehlen, cầu thủ bóng đá và huấn luyện viên người Mỹ
  - James Sinegal, doanh nhân người Mỹ, đồng sáng lập Costco
- 1937
  - John Fuller, nhà thơ và nhà văn người Anh
  - Matt Robinson, diễn viên và biên kịch người Mỹ (m. 2002)
- 1938
  - Frank Langella, diễn viên người Mỹ
  - Robert Jankel, doanh nhân người Anh, thành lập Panther Westwinds (m. 2005)
- 1939
  - Michèle Mercier, diễn viên người Pháp
  - Mohamed El Yazghi, chính trị gia người Maroc
  - Phil Read, tay đua xe máy và doanh nhân người Anh
  - Senfronia Thompson, chính khách Mỹ
- 1941
  - F. R. David, nhạc sĩ người Pháp
  - Martin Evans, nhà di truyền học người Anh, đoạt giải Nobel Sinh học
  - Eva Ras, nữ diễn viên, nhà văn và họa sĩ người Serbia
  - Younoussi Touré, chính khách người Mali, Thủ tướng Mali
- 1942
  - Alassane Ouattara, chính trị gia người Bờ Biển Ngà, Thủ tướng của Bờ Biển Ngà
  - Al Hunt, nhà báo Mỹ
  - Anthony Hamilton–Smith, Baron Colwyn III, nha sĩ và chính trị gia người Anh
  - Kornelije Kovač, nhà soạn nhạc người Serbia
  - Billy Lothridge, cầu thủ bóng đá người Mỹ (m. 1996)
  - Country Joe McDonald, ca sĩ kiêm nhạc sĩ người Mỹ
  - Dennis Archer, luật sư và chính trị gia người Mỹ, Thị trưởng thứ 67 thành phố Detroit
  - Gennadi Sarafanov, đại tá, phi công và phi hành gia người Nga (m. 2005)
  - Judy Stone, ca sĩ kiêm nhạc sĩ người Úc
- 1943
  - Bud Hollowell, cầu thủ bóng chày người Mỹ (m. 2014)
  - Don Novello, diễn viên hài, biên kịch và nhà sản xuất người Mỹ
  - Jerilyn Britz, tay golf người Mỹ
  - Ronald Perelman, doanh nhân và nhà từ thiện người Mỹ, thành lập MacAndrews & Forbes
  - Tony Knowles, người lính Mỹ và chính trị gia, Thống đốc thứ 7 bang Alaska
  - Vladimir Šeks, luật sư và chính trị gia người Croatia, Thượng nghị sĩ thứ 16 của Quốc hội Croatia
- 1944
  - Omar al–Bashir, chính trị gia người Sudan, tổng thống của Sudan
  - Barry Beath, cầu thủ bóng bầu dục người Úc
  - Charlie Davis, tên côn đồ người Trinidad
  - Mati Unt, tác giả, nhà viết kịch và đạo diễn người Estonia (m. 2005)
  - Teresa Torańska, nhà báo và nhà văn người Ba Lan (m. 2013)
  - [./Https://en.wikipedia.org/wiki/Zafarullah_Khan_Jamali Zafarullah Khan Jamali], người chơi khúc côn cầu và chính trị gia người Pakistan, Thủ tướng thứ 13 của Pakistan
- 1945
  - Jacky Ickx, tay đua xe ô tô người Bỉ
  - Martin Schanche, tay đua xe ô tô người Na Uy
  - Victor Ashe, chính khách Mỹ và cựu Đại sứ Hoa Kỳ tại Ba Lan
- 1946
  - Roberto Rivelino, cầu thủ bóng đá người Brasil
  - Carl B. Hamilton, nhà kinh tế và chính trị gia người Thụy Điển
  - Susannah McCorkle, ca sĩ người Mỹ (m. 2001)
  - Claude Steele, nhà tâm lý học xã hội người Mỹ gốc Phi
- 1947
  - Từ Tiểu Phụng, ca sĩ người Hồng Kông
  - Jon Corzine, trung sĩ và chính trị gia người Mỹ, Thống đốc thứ 54 của bang New Jersey
  - Leon Patillo, ca sĩ và nhà truyền giáo người Mỹ
  - Leonard Thompson, tay golf người Mỹ
- 1948 – 
  - Devlet Bahçeli, nhà kinh tế học, học giả và chính trị gia người Thổ Nhĩ Kỳ, Phó thủ tướng thứ 57 của Thổ Nhĩ Kỳ
  - Dick Quax, chính trị gia người New Zealand
  - Joe Petagno, họa sĩ người Mỹ
  - Pavel Grachev, tướng và chính khách Nga, Bộ trưởng Quốc phòng Nga đầu tiên (m. 2012)
- 1949
  - Ljubodrag Simonović, nhà triết học, nhà văn người Serbia
  - Borys Tarasyuk, chính khách và nhà ngoại giao người Ukraina
  - Olivia Goldsmith, nhà văn người Mỹ (m. 2004)
- 1950
  - Deepa Mehta, đạo diễn và biên kịch người Ấn Độ gốc Canada
  - James Richardson, nhà thơ người Mỹ
  - Tony Currie, cầu thủ bóng đá người Anh
  - Wayne Bennett, cầu thủ bóng bầu dục và huấn luyện viên người Úc
- 1951
  - Takemiya Masaki, kỳ thủ cờ vây người Nhật Bản
  - Ashfaq Hussain, nhà thơ và nhà báo người Pakistan gốc Canada
  - Hans–Joachim Stuck, tay đua xe ô tô người Đức
  - Martha P. Haynes, nhà thiên văn học người Mỹ
  - Nana Patekar, diễn viên, biên kịch và đạo diễn phim người Ấn Độ
  - Radia Perlman, nhà thiết kế phần mềm và kỹ sư mạng người Mỹ
- 1952
  - Hamad bin Khalifa al–Thani, quân chủ của Qatar
  - Rosario Marchese, nhà giáo dục và chính trị gia người Ý gốc Canada
  - Shaji N. Karun, đạo diễn và nhà quay phim người Ấn Độ
- 1953
  - Gary Johnson, chính trị gia người Mỹ
  - Lynn Jones, cầu thủ bóng chày và huấn luyện viên người Mỹ
- 1954
  - Bob Menendez, luật sư và chính trị gia người Mỹ
  - Dennis O'Driscoll, nhà thơ và nhà phê bình người Ireland (m. 2012)
  - Richard Edson, tay trống người Mỹ
  - Yannis Papathanasiou, kỹ sư và chính trị gia Hy Lạp, Bộ trưởng Tài chính Hy Lạp
- 1955
  - Gennady Lyachin, thuyền trưởng người Nga (m. 2000)
  - LaMarr Hoyt, cầu thủ bóng chày người Mỹ
  - Mary Beard, học giả và nhà kinh điển học người Anh
  - Precestler, đô vật và quản lý người Canada
  - Simon Schaffer, học giả và sử gia người Anh về khoa học và triết học
- 1956
  - Christine Lagarde, chính trị gia người Pháp, Tổng giám đốc Quỹ Tiền tệ Quốc tế (IMF)
  - Andy Gill, nghệ sĩ guitar kiêm ca sĩ–nhạc sĩ người Anh
  - John O'Donohue, nhà thơ, nhà văn, linh mục và triết gia người Ireland (m. 2008)
  - Mark R. Hughes, doanh nhân người Mỹ, người sáng lập Herbalife (m. 2000)
  - Martin Plaza, ca sĩ kiêm nhạc sĩ người Úc
  - Mike Mitchell, cầu thủ bóng rổ người Mỹ (m. 2011)
  - Sergei Avdeyev, kỹ sư và phi hành gia người Nga
- 1957
  - Evangelos Venizelos, luật sư và chính trị gia Hy Lạp, Phó Thủ tướng Hy Lạp
  - Urmas Arumäe, luật sư và chính khách người Estonia, Bộ trưởng Tư pháp Estonia
- 1958
  - Dave Silk, cầu thủ khúc côn cầu trên băng và huấn luyện viên người Mỹ
  - Grandmaster Flash, rapper và DJ người Barbados
- 1959
  - Abdul Ahad Mohmand, đại tá, phi công người Afghanistan
  - Andy Andrews, tay vợt người Mỹ
  - Azali Assoumani, đại tá và chính trị gia người Comoros, Tổng thống Comoros
  - Michel Onfray, nhà triết học và nhà văn người Pháp
  - Panagiotis Giannakis, cầu thủ bóng rổ và huấn luyện viên người Hy Lạp
- 1960
  - Danny Wilson, cầu thủ bóng đá người Anh
  - Michael Seibert, vũ công và biên đạo múa người Mỹ
  - Toomas Vitsut, doanh nhân và chính trị gia người Estonia
- 1961
  - Fiona Phillips, nhà báo người Anh
  - Sam Backo, cầu thủ bóng bầu dục người Úc
  - Sergei Babayan, nghệ sĩ dương cầm người Armenia gốc Mỹ
- 1962 – Anton Muscatelli, nhà kinh tế học người Ý gốc Scotland
- 1963
  - Srđan Dragojević, đạo diễn và biên kịch điện ảnh người Serbia
  - Alberigo Evani, cầu thủ bóng đá và quản lý người Ý
  - Jean–Marc Gounon, tay đua người Pháp
- 1964 – Dedee Pfeiffer, nữ diễn viên người Mỹ
- 1965
  - Andrew Valmon, huấn luyện viên người Mỹ
  - John Sullivan, chính trị gia người Mỹ
  - Miki Higashino, nghệ sĩ piano và nhà soạn nhạc người Nhật Bản
- 1966
  - Anna Burke, nữ doanh nhân và chính trị gia người Úc, Chủ tịch thứ 28 của Hạ viện Úc
  - Ivica Dačić, nhà báo và chính trị gia người Serbia, Thủ tướng thứ 95 của Serbia
  - Tihomir Orešković, doanh nhân người Canada gốc Croatia, Thủ tướng thứ 11 của Croatia
- 1967 –
  - Trần Cẩm Hồng, ca sĩ và diễn viên người Hồng Kông
  - Derrick Thomas, cầu thủ bóng đá người Mỹ (m. 2000)
  - John Digweed, DJ, nhà sản xuất và diễn viên người Anh
  - Reza Sheykholeslam, chính trị gia người Iran
  - Spencer Tunick, nhiếp ảnh gia người Mỹ
  - Tawera Nikau, cầu thủ bóng bầu dục người New Zealand
- 1968 – Davor Šuker, cầu thủ bóng đá người Croatia
- 1969
  - Morris Chestnut, diễn viên và nhà sản xuất người Mỹ
  - 1969 – Paul Lawrie, tay golf và nhà báo người Scotland
  - 1969 – Verne Troyer, diễn viên người Mỹ (m. 2018)
- 1970 – Sergei Kiriakov, cầu thủ bóng đá người Nga
- 1971
  - Andre Marriner, thành viên Hiệp hội bóng đá Anh
  - Bobby Holík, cầu thủ khúc côn cầu người Mỹ gốc Séc
  - Chris Potter, nghệ sĩ saxophone và nhà soạn nhạc người Mỹ
  - Juan Carlos Plata, cầu thủ bóng đá người Guatemala
  - Jyotiraditya Madhavrao Scindia, chính trị gia người Ấn Độ
  - Sammie Henson, đô vật và huấn luyện viên người Mỹ
- 1972
  - Lilian Thuram, cầu thủ bóng đá Pháp
  - Shane Carruth, đạo diễn, nhà sản xuất, diễn viên, nhà soạn nhạc và nhà quay phim người Mỹ
  - Barron Miles, cầu thủ bóng đá và huấn luyện viên người Mỹ gốc Canada
- 1973
  - Bryan Thao Worra, tác giả, nhà thơ và nhà soạn kịch người Lào gốc Mỹ
  - Danny Lloyd, diễn viên và nhà giáo dục người Mỹ
  - Magnus Sahlgren, nghệ sĩ guitar và nhà ngôn ngữ học người Thuỵ Điển
  - Shelda Bede, cầu thủ bóng chuyền người Brazil
- 1974 – Christian Paradis, luật sư và chính trị gia người Canada, Bộ trưởng Bộ Công nghiệp Canada thứ 9
- 1975
  - Becky Kellar–Duke, vận động viên chơi khúc côn cầu trên băng người Canada
  - Bengt Sæternes, cầu thủ bóng đá người Na Uy
  - Chris Anstey, cầu thủ bóng rổ và huấn luyện viên người Úc
  - Fernando Tatís, cầu thủ bóng chày người Dominica
  - Joe Cannon, cầu thủ bóng đá Mỹ
  - Mohamed Albuflasa, nhà thơ và nhà hoạt động người Bahrain
  - Sonali Bendre, nữ diễn viên và người mẫu người Ấn Độ
  - Oda Eiichiro, họa sĩ truyện tranh người Nhật Bản
- 1976 – Mustafa Doğan, cầu thủ bóng đá người Thổ Nhĩ Kỳ gốc Đức
- 1977
  - Hasan Salihamidžic, cầu thủ bóng đá người Bosnia
  - Ngôn Thừa Húc, diễn viên và ca sĩ người Đài Loan
  - Craig Reucassel, diễn viên hài kịch người Úc
  - Leoš Friedl, tay vợt người Séc
  - María de la Paz Hernández, cầu thủ khúc côn cầu người Argentina
  - Rosena Allin–Khan, chính trị gia người Anh
- 1978
  - Yohann Diniz, vận động viên marathon người Pháp
  - Philip Mulryne, cầu thủ bóng đá và linh mục người Bắc Ireland
  - Nina Bott, diễn viên múa người Đức
- 1979
  - Brody Dalle, ca sĩ kiêm nhạc sĩ người Mỹ gốc Úc
  - Koichi Domoto, ca sĩ kiêm nhạc sĩ người Nhật Bản
- 1980
  - Karina Jacobsgaard, tay vợt người Đan Mạch
  - Richie Faulkner, nghệ sĩ guitar và nhạc sĩ người Anh
- 1982
  - David Nalbandian, tay vợt người Argentina
  - Egidio Arévalo Ríos, cầu thủ bóng đá người Uruguay
  - Luke Rodgers, cầu thủ bóng đá người Anh
- 1983
  - Calum Davenport, cầu thủ bóng đá người Anh
  - 1983 – Park Sung–hyun, cung thủ người Hàn Quốc
- 1984
  - José Paolo Guerrero, cầu thủ bóng đá người Peru
  - Christian Eigler, cầu thủ bóng đá người Đức
  - Lance Brooks, tay ném đá người Mỹ
  - Michael Witt, cầu thủ bóng bầu dục Úc
  - Rubens Sambueza, cầu thủ bóng đá người Argentina
  - Stefano Pastrello, cầu thủ bóng đá người Ý
- 1985
  - Jeff Carter, người chơi khúc côn cầu trên băng người Canada
  - Steven Davis, cầu thủ bóng đá người Bắc Ireland
  - Tiago Splitter, cầu thủ bóng rổ người Brazil
- 1986
  - Glen Davis, cầu thủ bóng rổ người Mỹ
  - Lee Sungmin, ca sĩ, vũ công và diễn viên người Hàn Quốc
  - Pablo Cuevas, tay vợt người Uruguay
  - Ramses Barden, cầu thủ bóng đá người Mỹ
- 1987
  - Devin Setoguchi, người chơi khúc côn cầu trên băng người Canada
  - Gilbert Brulé, người chơi khúc côn cầu trên băng người Canada
  - Meryl Davis, vũ công trên băng của người Mỹ
  - Ryan Perrilloux, cầu thủ bóng đá người Mỹ
  - Serdar Özkan, cầu thủ bóng đá người Thổ Nhĩ Kỳ
- 1988 – Grzegorz Panfil, vận động viên quần vợt người Ba Lan
- 1989
  - Bae Geu–rin, nữ diễn viên người Hàn Quốc
  - Jason Pierre–Paul, cầu thủ bóng đá người Mỹ
  - Stefan Reinartz, cầu thủ bóng đá người Đức
- 1991 – Darius Slay, cầu thủ bóng đá người Mỹ
- 1992
  - Daniel Kofi Agyei, cầu thủ bóng đá người Ghana
  - René Binder, tay đua người Áo
  - Jack Wilshere, cầu thủ bóng đá người Anh
  - Nathaniel Peteru, cầu thủ bóng bầu dục người New Zealand
- 1993
  - Jon Flanagan, cầu thủ bóng đá người Anh
  - Michael Olaitan, cầu thủ bóng đá người Nigeria
  - Randa, rapper người New Zealand
- 1994
  - Brendan Elliot, cầu thủ bóng bầu dục người Úc
  - Craig Murray, cầu thủ bóng đá người Scotland
- 1995 – Sardar Azmoun, cầu thủ bóng đá người Iran
- 1996 – Tiền Côn, ca sĩ người Trung Quốc, thành viên nhóm nhạc WayV/NCT
- 2001 – Winter, ca sĩ Hàn Quốc, thành viên nhóm nhạc aespa

## Mất

### Việt Nam
- 1854 – Nguyễn Phúc Miên Túc, tước phong Ba Xuyên Quận công, hoàng tử con vua Minh Mạng (s. 1827)
- 2006 – Trần Xuân Bách, chính trị gia người Việt Nam (s. 1924)
- 2014 – Hà Thanh, ca sĩ người Việt kiều Mỹ (s. 1937)

### Các quốc gia khác
- 138 – Lucius Aelius, con trai nuôi và là người kế nhiệm Hoàng đế Hadrianus (s. 101)
- 379 – Basilio Cả, giám mục người Hy Lạp (s. 329)
- 404 – Telemachus, tu sĩ và kị sĩ Kitô giáo
- 466 – Lưu Tống Tiền Phế Đế, hoàng đế của triều đại Lưu Tống (s. 449)
- 510 – Eugendus, trụ trì và vị thánh của Pháp (s. 449)
- 680 – Javanshir, vua Albania (s. 616)
- 827 – Adalard của Corbie, trụ trì Frankish
- 898 – Eudes I, quốc vương của Pháp (s. 860)
- 951 – Ramiro II, vua của vương quốc León và vương quốc Galicia (s. khoảng năm 900)
- 962 – Baldwin III, Bá tước vùng Flanders (s. 940)
- 1189 – Henry của Marcy, tu viện trưởng dòng Xitô (s. 1136)
- 1204 – Haakon III của Na Uy (s. 1170)
- 1387 – Charles II xứ Navarre (s. 1332)
- 1496 – Charles, Bá tước xứ Angoulême (s. 1459)
- 1515 – Louis XII, quốc vương của Pháp (s. 1462)
- 1559 – Christian III của Đan Mạch (s. 1503)
- 1560 – Joachim du Bellay, nhà thơ người Pháp (s. 1522)
- 1617 – Hendrik Goltzius, họa sĩ người Hà Lan (s. 1558)
- 1697 – Filippo Baldinucci, sử gia và nhà thơ vùng Florence (s. 1624)
- 1716 – William Wycherley, nhà viết kịch và nhà thơ người Anh (s. 1641)
- 1748 – Johann Bernoulli, nhà toán học người Thụy Sĩ (s. 1667)
- 1766 – James Francis Edward Stuart, người yêu cầu vương vị của Anh (s. 1688)
- 1782 – Johann Christian Bach, nhà soạn nhạc người Đức (s. 1735)
- 1789 – Fletcher Norton, Baron Grantley đệ nhất, luật sư và chính trị gia người Anh, Chủ tịch Hạ viện Anh (s. 1716)
- 1793 – Francesco Guardi, họa sĩ và nhà giáo dục người Ý (s. 1712)
- 1796 – Alexandre–Théophile Vandermonde, nhà toán học và hóa học người Pháp (s. 1735)
- 1817 – Martin Heinrich Klaproth, nhà hóa học người Đức (s. 1743)
- 1846 – John Torrington, nhà thám hiểm người Anh (s. 1825)
- 1853 – Gregory Blaxland, nông dân và nhà thám hiểm người Úc (s. 1778)
- 1862 – Mikhail Ostrogradsky, nhà toán học và vật lý người Ukraine (s. 1801)
- 1881 – Louis Auguste Blanqui, nhà hoạt động xã hội người Pháp (s. 1805)
- 1892 – Roswell B. Mason, luật sư và chính trị gia người Mỹ, Thị trưởng thứ 25 của thành phố Chicago (s. 1805)
- 1894
  - Heinrich Rudolf Hertz, nhà vật lý học người Đức (s. 1857)
  - Heinrich Hertz, nhà vật lý người Đức (s. 1857)
- 1896 – Alfred Ely Beach, nhà thiết kế và luật sư người Mỹ, người tạo ra Beach Pneumatic Transit (hay tàu điện ngầm đầu tiên ở thành phố New York (s. 1826)
- 1906 – Hugh Nelson, chính trị gia người Úc gốc Scotland, Thủ tướng bang thứ 11 của bang Queensland (s. 1833)
- 1918 – William Wilfred Campbell, nhà thơ và nhà văn người Canada (s. 1858)
- 1919 – Mikhail Drozdovsky, tướng Nga (s. 1881)
- 1921 – Theobald von Bethmann–Hollweg, luật sư và chính trị gia người Đức, Thủ tướng thứ năm của Đức (s. 1856)
- 1922 – István Kühár, linh mục và chính khách người Slovenia (s. 1887)
- 1929 – Mustafa Necati, công chức và chính trị gia người Thổ Nhĩ Kỳ, Bộ trưởng Bộ Môi trường và Kế hoạch đô thị Thổ Nhĩ Kỳ (s. 1894)
- 1931 – Martinus Beijerinck, nhà vi trùng học và thực vật học người Hà Lan (s. 1851)
- 1937 – Bhaktisiddhanta Sarasvati, lãnh đạo tôn giáo Ấn Độ, người thành lập Toán Gaudiya (s. 1874)
- 1940 – Panuganti Lakshminarasimha Rao, nhà văn và nhà giáo dục Ấn Độ (s. 1865)
- 1944
  - Edwin Lutyens, kiến trúc sư người Anh, người thiết kế lâu đài Drogo và Đài tưởng niệm Thiepval (s. 1869)
  - Charles Turner, tay chơi cricket người Úc (s. 1862)
- 1953 – Hank Williams, ca sĩ kiêm nhạc sĩ người Mỹ (s. 1923)
- 1954
  - Duff Cooper, chính trị gia và nhà ngoại giao Anh, Hiệu trưởng Công tước Lancaster (s. 1890)
  - Leonard Bacon, nhà thơ và nhà phê bình người Mỹ (s. 1887)
- 1955 – Arthur C. Parker, nhà khảo cổ học và sử gia người Mỹ (s. 1881)
- 1960 – Margaret Sullavan, nữ diễn viên người Mỹ (s. 1909)
- 1965 – Emma Asson, sử gia và chính trị gia người Estonia (s. 1889)
- 1966 – Vincent Auriol, nhà báo và chính trị gia người Pháp, Tổng thống thứ 16 của Cộng hòa Pháp (s. 1884)
- 1969
  - Barton MacLane, diễn viên, nhà viết kịch và biên kịch người Mỹ (s. 1902)
  - Bruno Söderström, vận động viên nhảy sào và người ném lao người Thụy Điển (s. 1888)
- 1971 – Amphilochius của Pochayiv, vị thánh người Ukraine (s. 1894)
- 1972 – Maurice Chevalier, diễn viên và ca sĩ người Pháp (s. 1888)
- 1978 – Don Freeman, tác giả và họa sĩ người Mỹ (s. 1908)
- 1980 – Pietro Nenni, nhà báo và chính trị gia người Ý, Bộ trưởng Bộ Ngoại giao Ý (s. 1891)
- 1981 – Hephzibah Menuhin, nghệ sĩ dương cầm người Mỹ gốc Úc (s. 1920)
- 1982 – Victor Buono, diễn viên người Mỹ (s. 1938)
- 1984 – Alexis Korner, ca sĩ và nhạc sĩ người Pháp gốc Anh (s. 1928)
- 1985 – Sigerson Clifford, nhà thơ, nhà viết kịch và công chức người Ireland (s. 1913)
- 1992 – Grace Hopper, nhà khoa học máy tính và sĩ quan hải quân Hoa Kỳ (s. 1906)
- 1994
  - Arthur Porritt, Baron Porritt, bác sĩ và chính trị gia người New Zealand, Tổng thống thứ 11 của New Zealand (s. 1900)
  - Cesar Romero, diễn viên người Mỹ (s. 1907)
  - Edward Arthur Thompson, sử gia người Ireland (s. 1914)
- 1995 – Eugene Wigner, nhà vật lý và toán học người Hungary gốc Mỹ, đoạt giải Nobel Vật lý (s. 1902)
- 1996
  - Arleigh Burke, Đô đốc Mỹ (s. 1901)
  - Arthur Rudolph, kỹ sư người Mỹ gốc Đức (s. 1906)
- 1997
  - Ivan Graziani, ca sĩ kiêm nhạc sĩ người Ý (s. 1945)
  - Townes Van Zandt, ca sĩ, nhạc sĩ và nhà sản xuất người Mỹ (s. 1944)
- 1998 – Helen Wills, tay vợt và huấn luyện viên người Mỹ (sinh năm 1905)
- 2000 – Colin Vaughan, nhà báo và nhà hoạt động xã hội người Úc gốc Canada (s. 1931)
- 2001 – Ray Walston, diễn viên người Mỹ (s. 1914)
- 2002 – Julia Phillips, nhà sản xuất phim và nhà văn người Mỹ (s. 1944)
- 2003
  - Joe Foss, lính, phi công, và chính khách người Mỹ, Thống đốc thứ 20 của bang Nam Dakota (s. 1915)
  - Royce D. Applegate, diễn viên và biên kịch người Mỹ (s. 1939)
- 2005
  - Shirley Chisholm, nhà giáo dục và chính trị gia người Mỹ (s. 1924)
  - Eugene J. Martin, họa sĩ người Mỹ (s. 1938)
- 2006 – Harry Magdoff, nhà kinh tế học và nhà báo người Mỹ (s. 1913)
- 2007
  - Leon Davidson, nhà hóa học và kỹ sư người Mỹ (s. 1922)
  - Roland Levinsky, nhà hóa sinh học và nghiên cứu sinh người Nam Phi gốc Anh (s. 1943)
  - Tillie Olsen, tác giả truyện ngắn người Mỹ (s. 1912)
- 2008
  - Harold Corsini, nhiếp ảnh gia và nhà giáo dục người Mỹ (s. 1919)
  - Pratap Chandra Chunder, nhà giáo dục và chính trị gia người Ấn Độ (s. 1918)
- 2009 – Helen Suzman, nhà hoạt động chống phân biệt chủng tộc người Nam Phi (s. 1917)
- 2010 – Lhasa de Sela, ca sĩ–nhạc sĩ người Mỹ gốc Mexico (s. 1972)
- 2011 – Marin Constantin, nhà soạn nhạc và nhạc trưởng người Rumani (s. 1925)
- 2012
  - Kiro Gligorov, luật sư và chính trị gia người Bulgaria gốc Macedonia, Tổng thống đầu tiên của Macedonia (s. 1917)
  - Nay Win Maung, bác sĩ, doanh nhân và nhà hoạt động xã hội người Myanmar (Miến Điện) (s. 1962)
  - Tommy Mont, cầu thủ bóng đá và huấn luyện viên người Mỹ (s. 1922)
- 2013
  - Christopher Martin–Jenkins, nhà báo Anh (s. 1945)
  - Patti Page, ca sĩ và nữ diễn viên người Mỹ (s. 1927)
- 2014
  - Higashifushimi Kunihide, nhà sư và nhà sư người Nhật Bản (s. 1910)
  - Juanita Moore, nữ diễn viên người Mỹ (s. 1914)
  - Pete DeCoursey, nhà báo người Mỹ (s. 1961)
  - William Mgimwa, chính trị gia người Tanzania, Bộ trưởng Tài chính thứ 13 của Tanzania (s. 1950)
- 2015
  - Boris Morukov, bác sĩ và nhà du hành vũ trụ người Nga (s. 1950)
  - Donna Douglas, nữ diễn viên người Mỹ (s. 1932)
  - Mario Cuomo, luật sư và chính trị gia người Mỹ, Thống đốc 52 của bang New York (s. 1932)
  - Omar Karami, luật sư và chính trị gia người Lebanon, Thủ tướng thứ 58 của Lebanon (s. 1934)
- 2016
  - Dale Bumpers, lính, luật sư, và chính trị gia người Mỹ, Thống đốc thứ 38 của bang Arkansas (s. 1925)
  - Fazu Aliyeva, nhà thơ và nhà báo người Nga (s. 1932)
  - Mike Oxley, luật sư và chính trị gia người Mỹ (s. 1944)
  - Vilmos Zsigmond, nhà quay phim và sản xuất điện ảnh người Mỹ gốc Hungary (s. 1930)
- 2017
  - Derek Parfit, nhà triết học người Anh (s. 1942)
  - Tony Atkinson, nhà kinh tế học người Anh (s. 1944)
  - Yvon Dupuis, chính trị gia người Canada (s. 1926)
- 2018 – Robert Mann, nghệ sĩ violin người Mỹ (s. 1920)
- 2020
  - Don Larsen (s. 1929)
  - David Stern (s. 1942)

## Ngày lễ và kỷ niệm

### Dương lịch
- Tết dương lịch

#### Quốc khánh
- Haiti – 1804
- Trung Hoa Dân Quốc – 1912
- Sudan – 1956
- Cuba – 1959
- Samoa – 1962
- Brunei – 1984
- Cộng hòa Séc – 1993
- Slovakia – 1993

#### Truyền hình
- VTV sử dụng logo tròn của Đài Truyền hình Việt Nam

#### Các ngày lễ khác
- Ngày truyền thống của Lữ đoàn Công binh 239

- Ngày lễ Kitô giáo:
  - Adalard of Corbie
  - Basil the Great (Chính thống giáo Đông phương)
  - Lễ cắt bao quy đầu của Kitô giáo
    - Lễ Thánh Danh Chúa Jêsus (Hiệp thông Anh giáo, Giáo hội Lutheran)
    - Lễ hội của những kẻ điên (Châu Âu thời Trung cổ)
    - Ngày thánh Fulgentius
    - Ngày thánh Giuseppe Maria Tomasi
    - Ngày Lễ Phục Sinh của Chúa Giáng Sinh, được coi là một ngày lễ bổn phận thiêng liêng ở một số nước (Giáo hội Công giáo):
      - Ngày Hòa bình Thế giới

    - Ngày thánh Telemachus
    - Ngày thánh Zygmunt Gorazdowski
    - Ngày 1 tháng 1 (Phụng vụ chính thống Đông Phương)
- Ngày cuối cùng của Kwanzaa (người Mỹ gốc Phi)
- Ngày thứ tám trong mười hai ngày của lễ Giáng sinh (Tây Cơ đốc giáo)
- Ngày Hiến pháp (Ý)
- Ngày giải phóng nô lệ châu Phi (Hoa Kỳ)
- Ngày đồng Euro (Liên minh châu Âu)
- Ngày Quốc kỳ (Litva) kỷ niệm việc treo quốc kì của Lithuania trên đỉnh tháp Gediminas vào năm 1919
- Ngày Thành lập (Đài Loan) kỷ niệm việc thành lập Chính phủ lâm thời tại Nam Kinh
- Ngày Gia đình toàn cầu
- Ngày Quốc tế Linh dương sừng móc của Nepal
- Ngày mừng năm mới của Montserrat (Ngày Jump–up)
- Ngày Kalpataru (Phong trào Ramakrishna)
- Ngày Kamakura Ebisu, từ ngày 1 đến 3 tháng 1 (Kamakura, Kanagawa, Nhật Bản)
- Ngày quốc gia cocktail Bloody Mary (Hoa Kỳ)
- Ngày tết trồng cây (Tanzania)
- Ngày đầu năm mới (lịch Gregorian)
  - Năm mới của Nhật Bản
  - Năm mới của Nga (Ngày Novy God)
  - Lễ hội Ryukyuan (Sjoogwachi) (Quần đảo Okinawa)
- Ngày vì Gấu Bắc Cực (Canada và Hoa Kỳ)
- Ngày phạm vi công cộng (nhiều quốc gia)
- Ngày chiến thắng Cách mạng (Cuba)

### Âm lịch
- Tết Nguyên Đán